# Малоголубинский
Малоголубинский — хутор в Калачёвском районе Волгоградской области России. Входит в состав Голубинского сельского поселения.

## История
В «Списке населённых мест Земли Войска Донского», изданном в 1864 году, населённый пункт упомянут как хутор Малый Голубой в составе юрта станицы Голубинской Второго Донского округа, при реке Дон, расположенный в 76 верстах от окружной станицы Нижне-Чирской. В Малом Голубом имелось 72 двора и проживало 473 жителя (228 мужчин и 245 женщин).

Согласно Списку населённых мест Области Войска Донского по переписи 1873 года в населённом пункте насчитывалось 65 дворов и проживало 221 душа мужского и 263 женского пола.

В 1921 году в составе Второго Донского округа включен в состав Царицынской губернии. По состоянию на 1933 год хутор являлся административным центром и единственным населённым пунктом Малоголубинского сельсовета Калачёвского района Нижне-Волжского края.
На основании Указа Президиума ВС РСФСР от 18 июня 1954 года № 744/83 «Об объединении сельских Советов Сталинградской области» Малоголубинский был включён в состав Голубинского сельсовета.

## География
Хутор находится в южной части Волгоградской области, на правом берегу реки Дон, вблизи места впадения в него балки Малая Голубая, на расстоянии примерно 21 километра (по прямой) к северо-северо-востоку (NNE) от города Калач-на-Дону, административного центра района. Абсолютная высота — 42 метра над уровнем моря.

Климат классифицируется как влажный континентальный с тёплым летом (согласно классификации климатов Кёппена — Dfa).
Часовой пояс
Хутор Малоголубинский, как и вся Волгоградская область, находится в часовой зоне МСК (московское время). Смещение применяемого времени относительно UTC составляет +3:00.

## Население
| 2010 |
| ---- |
| 171  |

Гендерный состав
По данным Всероссийской переписи населения 2010 года в гендерной структуре населения мужчины составляли 46,8 %, женщины — соответственно 53,2 %.
Национальный состав
Согласно результатам переписи 2002 года, в национальной структуре населения русские составляли 85 %.

## Инфраструктура
В Малоголубинском функционируют фельдшерско-акушерский пункт, сельский клуб и библиотека.

## Улицы
Уличная сеть хутора состоит из двух улиц (ул. Донская и ул. Подгорная).